# 渋谷悠佑
渋谷 悠佑（しぶや ゆうすけ、1990年7月3日 - ）は、日本の元俳優、放送作家。日本出身。ドバイ在住。

## 略歴
- 2009年4月2日、東京理科大学理学部入学。
- 2012年12月、『大学生OF THE YEAR 2012 クリエイティブ部門』で準グランプリを獲得 。
- 2014年3月、東京理科大学理学部卒業。
- 2014年3月19日、Arithmetic AP Co.,Ltd法人を香港に設立。

## 出演

### テレビドラマ
- 泣かないと決めた日（2010年1月、フジテレビ）
- ヤンキー君とメガネちゃん（2010年1月、TBSテレビ）
- クローンベイビー（2010年11月、TBSテレビ）
- おくさまは18歳（2011年3月、フジテレビTWO）
- 再生巨流（2011年3月、WOWOW）

### 映画
- 雷桜（2010年10月）

### イベント
- バイオハザードV リトリビューション（2012年9月）- ワールドプレミアイベント

## 過去の担当番組
- 日曜×芸人 会員制の店特集（テレビ朝日）
- Chie feat. fashion Sound（J:COM）- チーフ作家